# Gigalum
Gigalum es una pequeña isla localizada frente a las costas de Gigha, en el grupo de las Hébridas Interiores, en Escocia. La isla alberga una moderna casa en su mitad, y da nombre al estrecho entre ella y la isla principal, "Caolas Gigalum". Existen asimismo las "Gigalum Rocks", al este, y a unos 2 km al nordeste de la isla de Gigalum, "Sgeir Gigalum". La isla está asimismo flanqueada por otro islote, "Eilean na h-Uilinn", que en gaélico escocés significa "Isla del codo".
- Datos: Q3105456
- Multimedia: Gigalum Island / Q3105456